# Корек
Корек (курд. Çîyay Korek), или Куррак — горная вершина в провинции Эрбиль в Ираке, в 50 километрах от границы с Ираном. 
Высота горы составляет 2 127 метров.
В 1973 году иракский президент Ахмед Хасан аль-Бакр подписал указ о начале строительства на вершине горы обсерватории, с тремя телескопами. К строительству были привлечены ведущие западные компании (Крупп, Цейс, Либхер и другие), которые изготовили оборудование и приступили к его монтажу. Однако, начавшаяся в этом районе война, не позволила завершить строительство. В настоящий момент обсерватория находится в заброшенном состоянии.